# NGC 681
NGC 681 (другие обозначения — MCG -2-5-52, IRAS01467-1040, PGC 6671) — галактика в созвездии Кит.
Этот объект входит в число перечисленных в оригинальной редакции «Нового общего каталога».
Кривая вращения NGC 681, распределение её массы и масса области радиусом 5250 парсек от центра очень похожи на таковые у галактик типа Sc, хотя NGC 681 относится к типу Sa.
Галактика NGC 681 входит в состав группы галактик NGC 681. Помимо NGC 681 в группу также входят NGC 701 и MGC -2-5-53.
Галактика достаточно сильно удалена от центра Сверхскопления Персея-Рыб, однако лучевая скорость и красное смещение говорят о том, что галактика вероятно относится к нему.